# Barringerita
La barringerita és un mineral de la classe dels elements natius, que pertany al grup de la barringerita. S'anomena així per Daniel Moreau Barringer, un dels principals impulsors de la teoria que assenyalava que el cràter Meteor (Arizona, EUA) era d'origen meteorític.

## Classificació
La barringerita es troba classificada en el grup 1.BD.10 segons la classificació de Nickel-Strunz (1 per a Elements; B per a Carburs metàl·lics, silicurs, nitrurs i fosfurs i D per a Fosfurs; el nombre 10 correspon a la posició del mineral dins del grup), juntament amb els següents minerals: schreibersita, niquelfosfur, monipita, florenskiïta, allabogdanita, andreyivanovita i melliniïta. En la classificació de Dana el mineral es troba al grup 1.1.21.1.

## Característiques
La barringerita és un mineral de fórmula química (Fe,Ni)₂P. Cristal·litza en el sistema hexagonal. La seva duresa a l'escala de Mohs és 7.
El mineral es troba en bandes d'uns 10 o 15 µm d'amplada, i un centenar de micres de llarg, formades per grans individuals de menys d'una micra de diàmetre.

## Formació i jaciments
El mineral ha estat descrit al meteorit d'Ollague (Bolívia), un meteorit de ferro i níquel, en el contacte entre schreibersita i troilita. S'ha descrit en altres llocs com ara Rússia, Ucraïna, Letònia, els EUA, Brasil, Argentina, Sud-àfrica, Oman, Jordània, Líbia, Armènia i el Canadà.